# Anestis Arnopoulos
Anestis Arnopoulos (1940) è un imprenditore ed ex calciatore greco, di ruolo portiere.

## Biografia
Raggiunge il Camerun nel 1955 all'età di quattordici anni, ricongiungendosi al padre che già vi si era trasferito per lavoro nel 1950. Completa i suoi studi a Douala per poi divenire portiere dell'Oryx Douala. Nel 1963 fonda a Douala il Gruppo Arno, che negli anni, partendo da semplice negozio si espande in vari settori, import dalla Cina e estremo oriente (1968), materiale elettrico (1989), tessile (1998), lubrificanti e pneumatici (1999). Negli anni stringe accordi con importanti multinazionali come Esso, Benetton, LG e LVMH.

### Carriera sportiva
Trasferitosi a Douala, in Camerun, gioca in vari tornei cittadini e regionali dove viene notato dai dirigenti dell'Oryx Douala Paul Soppo Priso, Etoa Toto e Dayas Loth, che lo ingaggiano per il loro club. Fu uno dei pochissimi calciatori bianchi a giocare nel campionato camerunese. Tra il 1959 ed il 1965 Arnopoulos, con l'Oryx che si impone come uno dei più forti club camerunesi, vince quattro campionati nazionali, una coppa nazionale e nel 1965 la prima Coppa dei Campioni d'Africa, superando in finale i maliani dello Stade Malien, incontro nel quale però non giocò. Lasciò il calcio per dedicarsi totalmente alla sua azienda.

## Palmarès

### Competizioni nazionali
- Campionato di calcio del Camerun: 4

Oryx Douala: 1961, 1963, 1964, 1965
- Coppa del Camerun: 1

Oryx Douala: 1963

### Competizioni internazionali
- Coppa dei Campioni d'Africa/CAF Champions League: 1

Oryx Douala: 1964